# Wolica (hromada Łanowce)
Wolica (ukr. Волиця) – wieś na Ukrainie w rejonie krzemienieckim należącym do obwodu tarnopolskiego.